# 泥条盘筑法

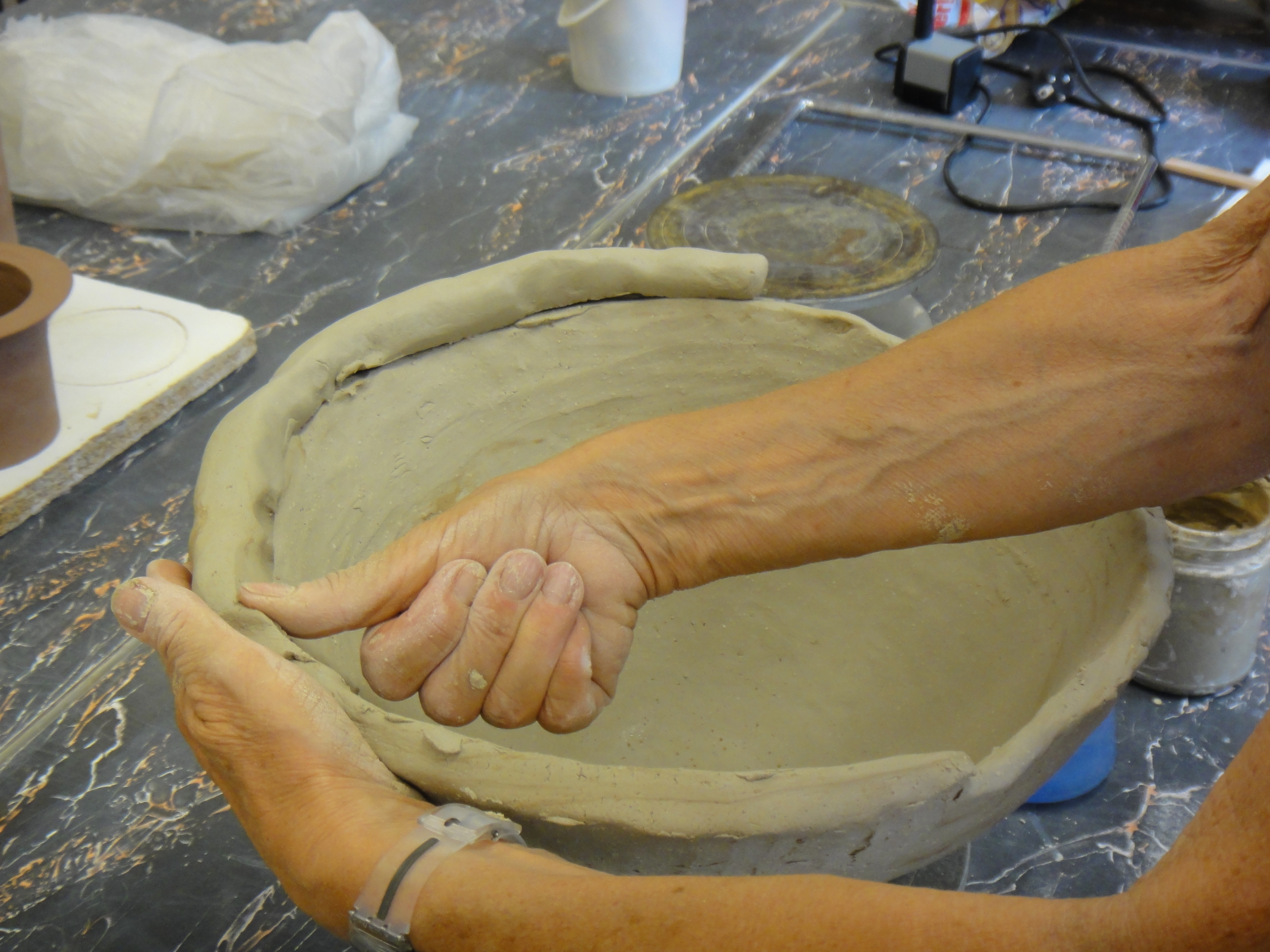
采用泥条盘筑法制作陶器

泥条盘筑法是一种制作陶器的方法，几千年来被用来将粘土塑造成器皿。该方法存在于世界各地的古代文化中，包括非洲、希腊、中国和新墨西哥州的美洲原住民文化。使用泥条盘筑法可以制作更厚或更高的容器，这是使用早期捏塑法不可能实现的。该方法允许在制作器壁时对其进行控制，并允许在器壁顶部进一步堆积，使容器看起来更大、向外凸出或向内收分，从而减少垮塌的风险。为实现这一点，陶工采用柔韧的材料（通常是粘土），将其滚动形成细长的泥条，此后通过将一个泥条放在另一泥条的顶部即可形成不同的形状。由于这是在粘土仍然柔软的情况下完成的，因而可以通过简单施加压力将各个泥条无缝地连接起来。为了器物美观，泥条也可能只在器物内部或外部连接，而在另一面暴露。